# 일본군 위안소 관리인의 일기
《일본군 위안소 관리인의 일기》는 제2차 세계대전 중에 버마와 싱가포르의 일본군 숙소(위안소)에서 일했던 점원의 일기 일부를 서적화한 것이다. 일기는 1922년부터 1957년 까지 기록했으며, 2012년에 대한민국의 안병직에 의해 발견되어 2013년 8월, 일기의 저자가 위안소에서 일하고 있었을 무렵의 1943년 1월 1일부터 1944년 12월 31일까지를 한국어 번역 후 출판했으며, 2013년 9월에는 호리와세 와 기무라 간의 감역에 의한 번역을 일본에서도 공표되었다.
해당 일기는 일본의 위안부 문제와 관련한 중요한 자료로 평가받으며 해당 일기의 해석을 두고서 여러 의견들이 대립하고 있다.

## 같이 보기
- 반일 종족주의
- 미군 위안부
- 특수위안시설협회
- 나치 전쟁 범죄와 일본 제국 정부 기록 기관 간 작업반